# Jules Thurel
Jules Thurel (né le 18 août 1818 à Orgelet dans le Jura et mort le 27 novembre 1902 à Lons-le-Saunier dans le Jura) est un homme politique français.
Ingénieur, il est un opposant à l'Empire. Il est maire de Lons-le-Saunier après le 4 septembre 1870, puis conseiller général et député en 1871. Il siège au centre gauche. Il est sénateur du Jura de 1876 à 1897, siégeant au groupe de la Gauche républicaine.